# Panayappan Sethuraman
Panayappan Sethuraman (ur. 25 lutego 1993 w Madrassie) – indyjski szachista, arcymistrz od 2011 roku.

## Kariera szachowa
Wielokrotnie reprezentował Indie na mistrzostwach świata i Azji juniorów w różnych kategoriach wiekowych, dwukrotnie zdobywając medale mistrzostw świata do 16 lat: złoty (Antalya 2009) oraz srebrny (Vũng Tàu 2008). Był również wicemistrzem Azji juniorów w kategorii do 14 lat (Al-Ajn 2007). W 2014 r. zdobył w Kottayam złoty medal indywidualnych mistrzostw Indii.
Normy na tytuł arcymistrza wypełnił w latach 2009 (w Nowym Delhi, dz. II m. za Suryą Gangulym, wspólnie z m.in. Jurijem Kuzubowem oraz Dasem Neelotpalem) i 2010 (w Paryżu, III m. za Sebastienem Fellerem i Tigranem Gharamianem oraz w Legnicy, I m.).
Do innych jego indywidualnych sukcesów należą:
- II m. w Kiriszy (2010, turniej World Youth Stars, za Jarosławem Żerebuchem),
- dz. II m. w Pardubicach (2010, za Antonem Korobowem, wspólnie z m.in. Hansem Tikkanenem i Martynem Krawciwem),
- dz. I m. w Kuala Lumpur (2010, wspólnie z Cao Sangiem i Zhou Weiqi),
- dz. II m. w Kawali (2012, za Abhijeetem Guptą, wspólnie z m.in. Branko Damljanoviciem),
- dz. II m. w Heraklionie (2012, za Dawitem Magalaszwilim, wspólnie z m.in. Spyridonem Skembrisem),
- dz. I m. w Kolkacie (2012, wspólnie z Maratem Dżumajewem),
- dz. I m. w Lejdzie (2013, wspólnie z Deepem Senguptą),
- dz. I m. w Hajdarabadzie (2013, wspólnie z Iwanem Popowem),
- dz. II m. w Bazylei (2014, za Radosławem Wojtaszkiem, wspólnie z m.in. Alexandrem Fierem i Borisem Graczowem).

Wielokrotnie reprezentował Indie w turniejach drużynowych, m.in.:
- na olimpiadzie szachowej (w roku 2014); medalista: wspólnie z drużyną – brązowy (2014)[6],
- na drużynowych mistrzostwach Azji (w roku 2014); medalista: wspólnie z drużyną – srebrny (2014)[7]
- na olimpiadzie szachowej juniorów do 16 lat (w roku 2008); dwukrotny medalista: wspólnie z drużyną – złoty (2008) oraz indywidualnie – złoty (2008 – na I szachownicy)[8].

Najwyższy ranking w dotychczasowej karierze osiągnął 1 września 2018 r., z wynikiem 2673 punktów.